# Circuit de San Carlos
El Circuit de San Carlos, anomenat oficialment Autódromo Internacional de San Carlos, és un circuit de curses situat a prop de la ciutat de San Carlos (Veneçuela). De 1977 a 1979 va acollir el Gran Premi de Veneçuela, puntuable per al mundial de motociclisme.

## Traçat
Situat a l'est de la ciutat de San Carlos, a l'estat de Cojedes, el circuit consta d'onze revolts, set d'ells a la dreta i quatre a l'esquerra. El traçat comença amb una recta d'uns 600 metres, després ve un gran revolt a la dreta que duu a una xicana més lenta. Tot seguit, una línia recta porta de nou al centre de la pista i d'allà a un llarg revolt a l'esquerra, seguit d'un de triple a la dreta. A continuació, el traçat continua amb un revolt de 90° a l'esquerra seguit de dos revolts a la dreta que empalmen amb la recta final.